# 拉特纳亚
拉特纳亚（羅馬化：Latnaya）是俄罗斯沃罗涅日州的市级镇，属谢米卢基区，在州府沃罗涅日西方。
该地2021年人口有7,171人；2010年人口7,528；2002年人口7,333；1989年人口7,496。